# Acmaeodera nevadica
Acmaeodera nevadica  (лат.) — вид жуков-златок рода Acmaeodera из подсемейства Polycestinae (Acmaeoderini). Распространён в Новом Свете. Кормовым растением имаго являются: Cowania sp., Senecia sp., Sphaeralcea sp. (Barr 1972:159); Cirsium sp. (Westcott, et al. 1979:176), а у личинок — неизвестны.
Вид был впервые описан в 1972 году американским колеоптерологом Уильямом Барром (William F. Barr, University of Idaho, Moscow, США).